# Банановая кожура

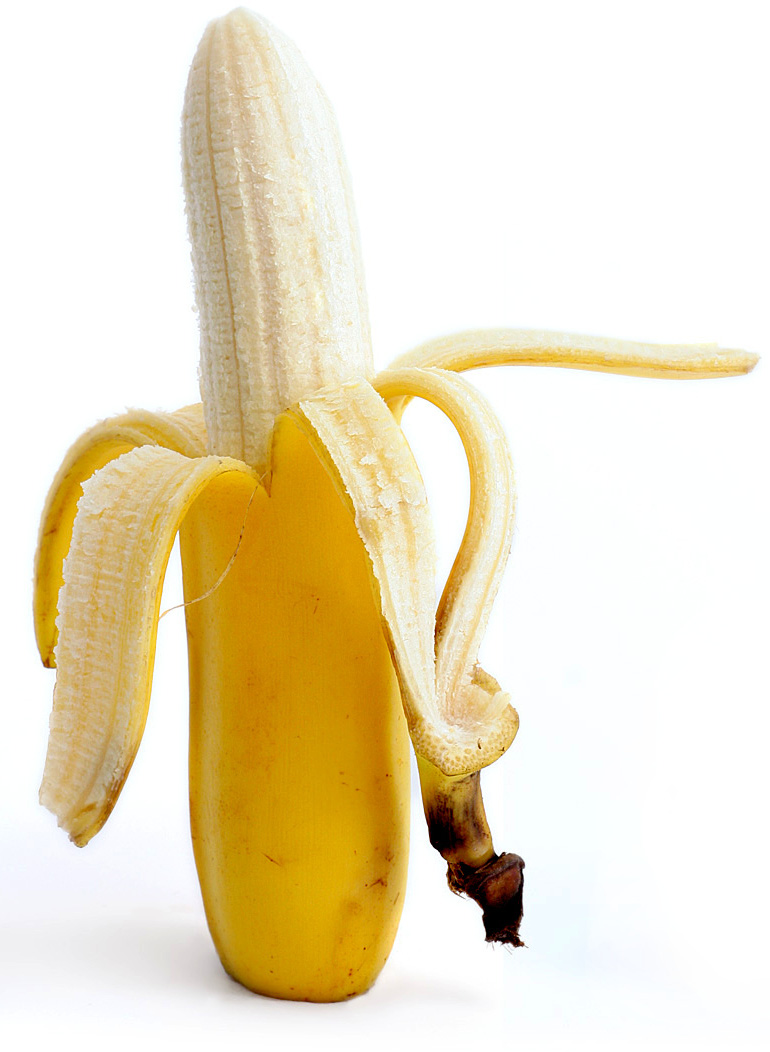
Десертный банан с частично снятой кожурой (частично «очищенной»). Кожура — это жёлтая внешняя оболочка.

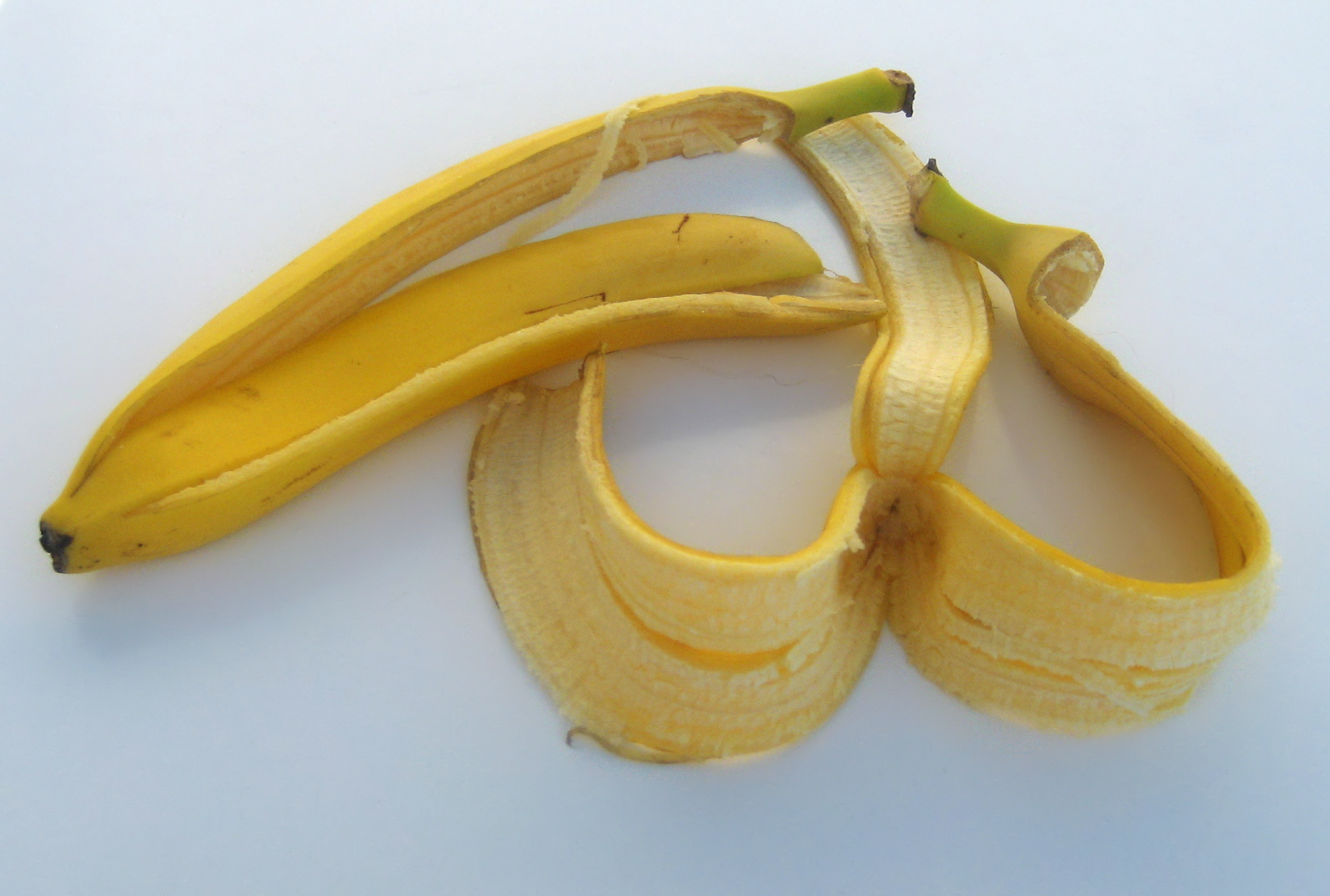
Выброшенная банановая кожура

Банановая кожура — внешняя оболочка плодов банана. Используется в качестве корма для животных, для очистки воды и в производстве биохимических продуктов. Является основой шуток и комических ситуаций.

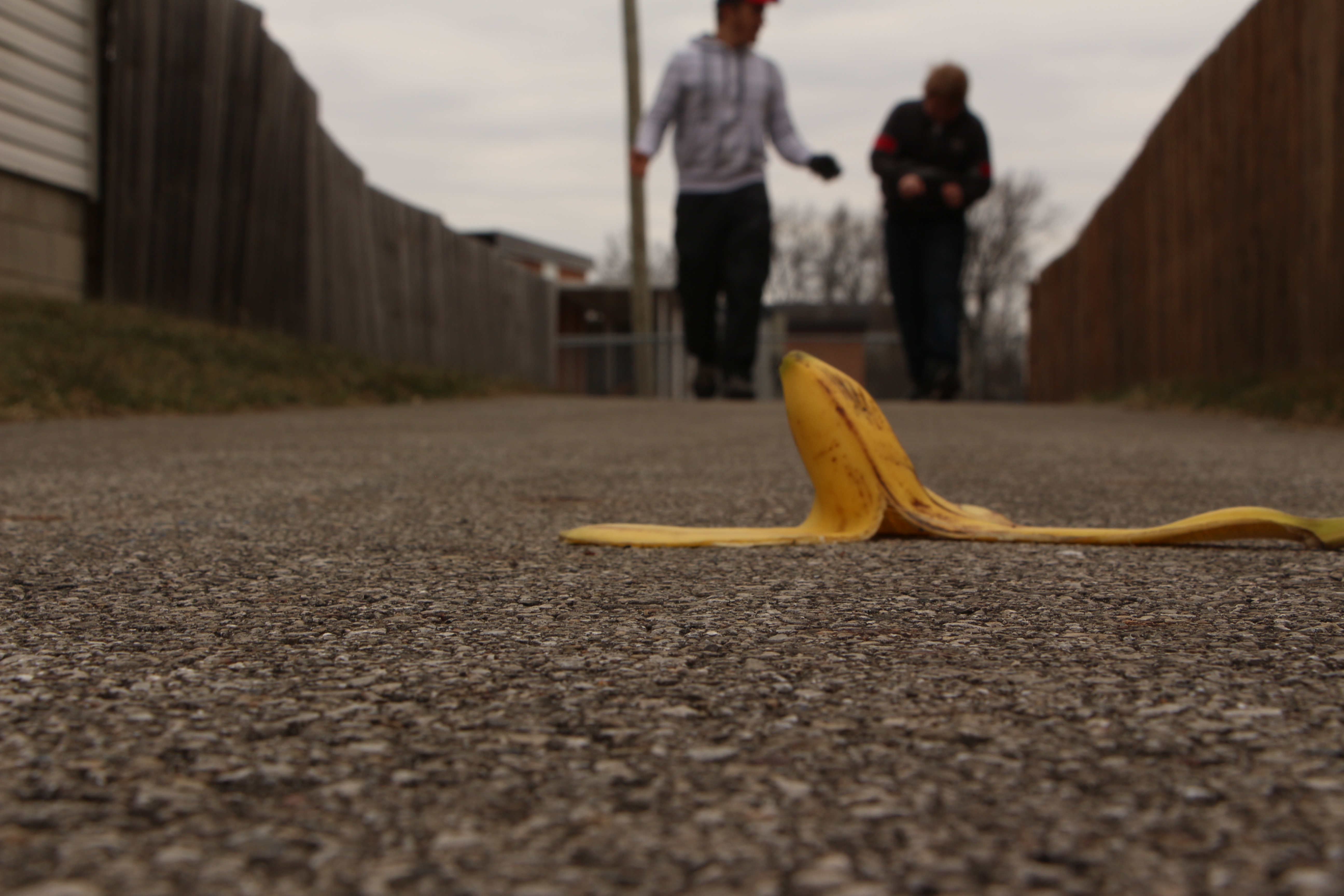
Банановая кожура на земле.

Существует несколько способов снятия кожуры с банана.

## Использование
Бананы — это популярный фрукт, потребляемый во всем мире, с ежегодным производством более 165 миллионов тонн в 2011 году. Мякоть банана едят сырой или приготовленной, а кожура обычно выбрасывается. Из-за выбрасывания банановой кожуры образуется значительное количество органических отходов.
Банановая кожура иногда используется в качестве корма для крупного рогатого скота, коз, свиней, обезьян, домашней птицы, рыбы, зебр и некоторых других видов, как правило, на небольших фермах в регионах, где выращиваются бананы. Есть некоторые опасения по поводу воздействия дубильных веществ, содержащихся в кожуре, на животных, которые их потребляют.
Питательная ценность банановой кожуры зависит от стадии зрелости и сорта; например, кожура плантана содержит меньше клетчатки, чем кожура десертного банана, и содержание лигнина увеличивается с созреванием (от 7 до 15 % сухого вещества). В среднем банановая кожура содержит 6-9 % сухого вещества белка и 20-30 % клетчатки (измеряется как NDF). Зелёная кожура плантана содержит 40 % крахмала, который после созревания превращается в сахар. Зелёная банановая кожура содержит гораздо меньше крахмала (около 15 %), в то время как зрелая банановая кожура содержит до 30 % свободных сахаров.
Банановая кожура также используется для очистки воды, для производства этанола, целлюлазы, лакказы, в качестве удобрения и в виде компоста.

## В комическом контексте
Банановая кожура является основой фарсовых гэгов в классической физической комедии, герои которой часто могут «поскользнуться на банановой кожуре». Этот гэг считался классическим уже в 1920-х годах в Америке. Его эволюцию можно проследить с конца XIX века, когда отходы банановой кожуры считались представляющими общественную опасность в ряде американских городов. Хотя шутки с банановой кожурой датируются как минимум 1854 годом, они стали намного популярнее с конца 1860-х годов, когда крупномасштабный импорт бананов сделал их более доступными. До того, как в моду вошли шутки с банановой кожурой, в том же контексте использовались кожура апельсина, иногда персика, а также другая фруктовая кожура, такие шутки считались забавными, хотя и были опасными. Падения на банановой кожуре в какой-то момент стало реальной проблемой для американских муниципальных властей, в итоге взявшим на себя контроль за утилизацией кожуры.
Коэффициент трения банановой кожуры по поверхности линолеума всего 0,07, что примерно вдвое меньше, чем у смазанного металла по металлу. Исследователи связывают этот факт с процессом разрушения природного полисахаридного фолликулярного геля, при котором происходит высвобождение гомогенного золя. Это неудивительное открытие было удостоено Шнобелевской премии 2014 года по физике.

## Способы чистки банана

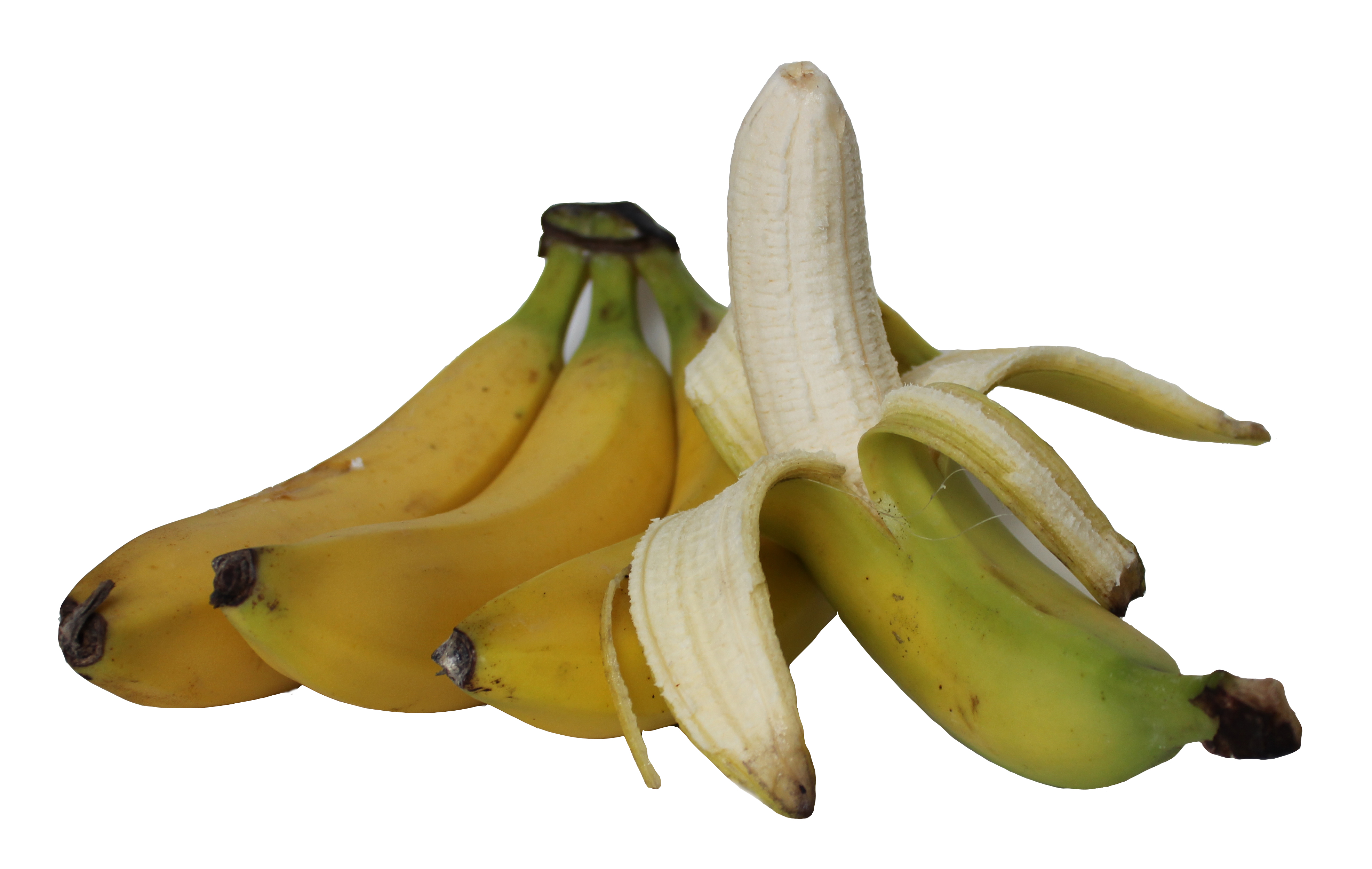
Банан очищенный «по-обезьяньи»

Существует два распространённых способа чистки банана. От стебля и от цветочного остатка. При чистке банана от стебля, сначала отрезают или отрывают остаток стебля, а затем разделяют кожуру на сегменты, одновременно снимая их с плода. Другой способ очистки банана осуществляется в противоположном направлении, от верхушки с коричневатым цветочным остатком.
Если сжать верхушку банана двумя пальцами, он раскроется, при этом кожура разделится на две части, которые можно частично отделить от плода. Внутренние волокна, или «нити», между плодом и кожурой остаются прикрепленными к кожуре, поэтому стебель банана можно использовать в качестве ручки при употреблении банана.

## Психоактивные эффекты банановой кожуры
Широко распространено мнение, что банановая кожура содержит некое психоактивное вещество, и что курение её может вызвать «приход» или чувство расслабления. Это мнение, распространяющееся в виде слухов или городской легенды, часто ассоциируется с песней Донована «Mellow Yellow» 1966 года. Инструкции по извлечению из банана вымышленного вещества бананадина приводятся в «Поваренной книге анархиста» 1971 года.